# Arenapark
Arenapark  is een bedrijventerrein in het zuidoosten van Hilversum, nabij station Hilversum Sportpark. Er bevinden zich naast bedrijven een overdekt multifunctioneel sportcentrum en een atletiekbaan, in gebruik door de Gooise Atletiek Club. Verder bevindt zich hier een grote middelbare school, het MBO College Hilversum, dat deel uitmaakt van het ROC van Amsterdam.